# Ириновка (платформа)
Ири́новка — платформа Ириновского направления Октябрьской железной дороги на 33-м километре линии Пискарёвка — Ладожское Озеро. Расположена на однопутном участке Мельничный Ручей — Ладожское Озеро, между платформой Рахья и станцией Борисова Грива, во Всеволожском районе Ленинградской области.

ИРИНОВКА — станция Ириновской жел. дороги 1 двор, 3 м. п., 3 ж. п., всего 6 чел. (1896 год)

В XIX—начале XX века, административно относилась к Рябовской волости Шлиссельбургского уезда Санкт-Петербургской губернии.

ИРИНОВКА — посёлок ж.-д. станции Ириновского сельсовета, 6 хозяйств, 18 душ.

Из них: все русские (1926 год)

Имеет одну боковую высокую платформу, расположенную с правой стороны пути, и остатки старой низкой платформы с противоположной стороны пути. Вокруг раскинулся одноимённый пристанционный посёлок. Имеется также регулируемый железнодорожный переезд без шлагбаума к востоку от платформы и несколько продуктовых магазинов. Платформа электрифицирована в 1966 году. Пассажиропоток довольно большой из-за близости многочисленных дачных посёлков и садоводств. Во время Великой Отечественной войны и блокады Ленинграда, когда по Ириновской линии проходил сухопутный участок Дороги жизни, на месте нынешней платформы находился разъезд, впоследствии разобранный.
На платформе имеют остановку все проходящие через неё пригородные электропоезда.

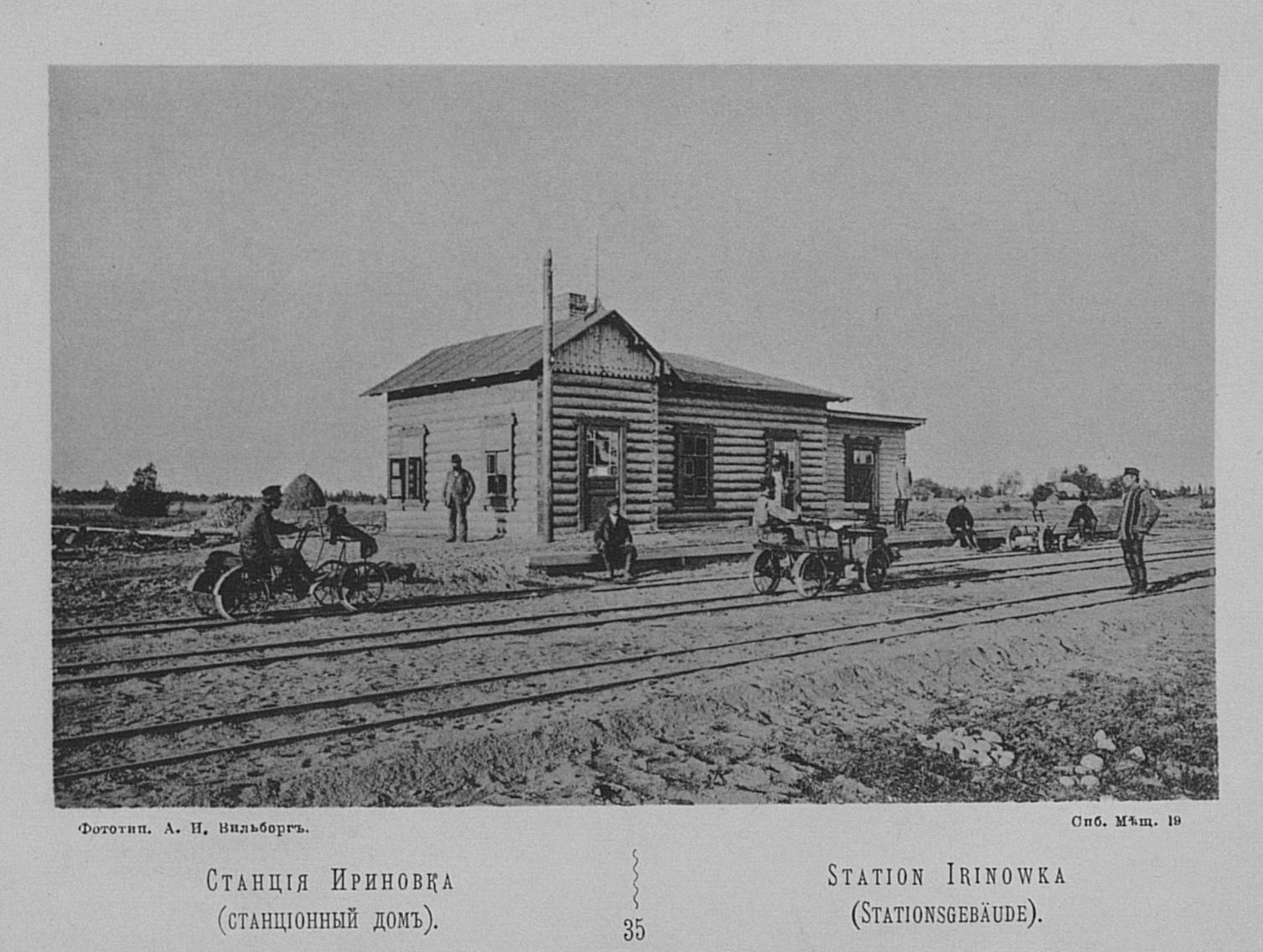
Ириновка в 1892 году
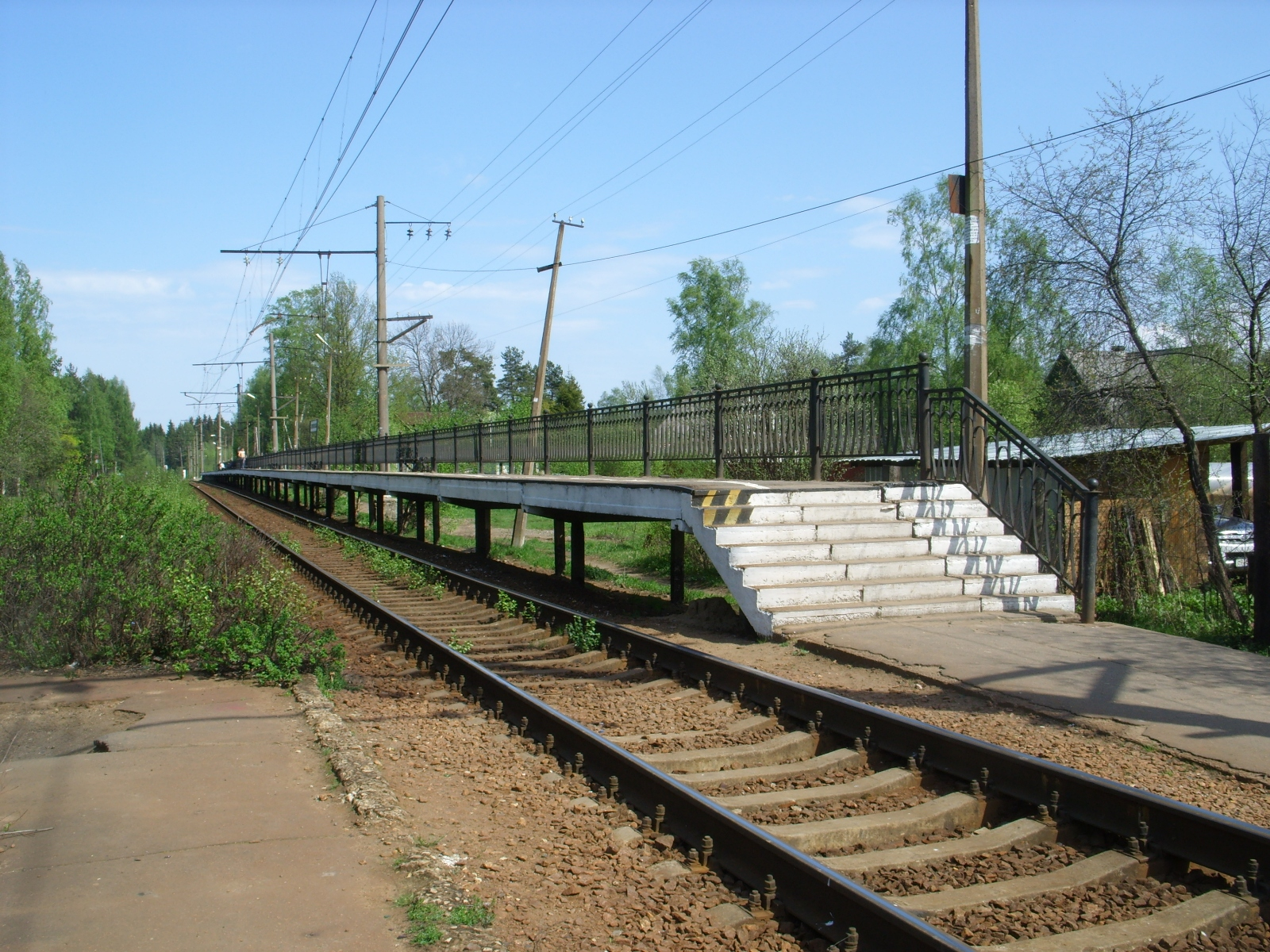
Платформа, вид в сторону ст. Ладожское Озеро